# Baco, Venus y Ariadna
Baco, Venus y Ariadna es una pintura al óleo ejecutada en Venecia entre 1576 y 1577 por el pintor italiano Jacopo Tintoretto que se exhibe en la Sala dell'Anticollegio del Palacio Ducal de Venecia. Es una de las cuatro pinturas casi cuadradas sobre temas mitológicos y alegóricos enmarcadas con estuco en la misma sala, que fueron encargadas para celebrar la prosperidad y concordia del gobierno del dux Girolamo Priuli (1486-1567).
Representa al dios Baco (el equivalente griego: Dioniso) llegando del mar con corona y cinturón de hojas de vid, portando un racimo de uvas en la mano izquierda y ofreciendo con la derecha un anillo de boda. Sentada, Ariadna extiende su dedo anular hacia él con anticipación mientras la diosa Venus flotando de espaldas tras ellos sostiene su mano al tiempo que la corona con una corona de estrellas. Ariadna era una princesa cretense, medio hermana del Minotauro, que se había fugado con Teseo después de que éste hubiera matado al monstruo. Pero luego, Teseo la abandonó en la isla de Naxos, donde fue descubierta por Baco. De hecho, se ve en el mar el barco de Teseo alejándose. Baco y Ariadna se casaron y Ariadna fue elevada a unirse a los dioses, inmortalizada como la constelación de la Corona Boreal.
Aquí Ariadna personificó a Venecia, favorecida por la divinidad y coronada en gloria, representando el matrimonio la legendaria unión de Venecia con el mar.